# Rolf Fringer
Rolf Fringer (26 stycznia 1957 w Adliswil) – austriacko-szwajcarski trener piłkarski.

## Kariera trenerska
Swoją karierę trenerską Fringer rozpoczął w amatorskim klubie FC Altdorf, gdzie pracował w sezonie 1986/1987. Następnie w latach 1990-1992 prowadził FC Schaffhausen. W 1992 roku został zatrudniony na stanowisku pierwszego trenera FC Aarau. W sezonie 1992/1993 Aarau pod jego wodzą wywalczył tytuł mistrza Szwajcarii. W Aarau Fringer pracował do 1995 roku.
W 1995 roku Fringer został szkoleniowcem VfB Stuttgart. W 1996 roku został tam zastąpiony przez Joachima Löwa. Następnie został selekcjonerem reprezentacji Szwajcarii, w której pracował do 1997 roku bez sukcesów. W 1998 roku zatrudniono go w Grasshoppers Zurych. W tym samym roku wywalczył z tym klubem mistrzostwo Szwajcarii. W latach 2000–2002 ponownie pracował w FC Aarau.
W 2003 roku Fringer prowadził Al-Wahda FC ze Zjednoczonych Emiratów Arabskich. W 2004 roku był trenerem cypryjskiego Apollonu Limassol, a w latach 2004-2005 - greckiego PAOK-u Saloniki. W latach 2006–2007 prowadził FC Sankt Gallen, a w latach 2008-2011 - FC Luzern. W 2012 roku został zatrudniony na stanowisku pierwszego trenera FC Zürich.